# Abbenans
Abbenans is een gemeente in het Franse departement Doubs (regio Bourgogne-Franche-Comté) en telt 347 inwoners (2004). De plaats maakt deel uit van het arrondissement Besançon.

## Geografie

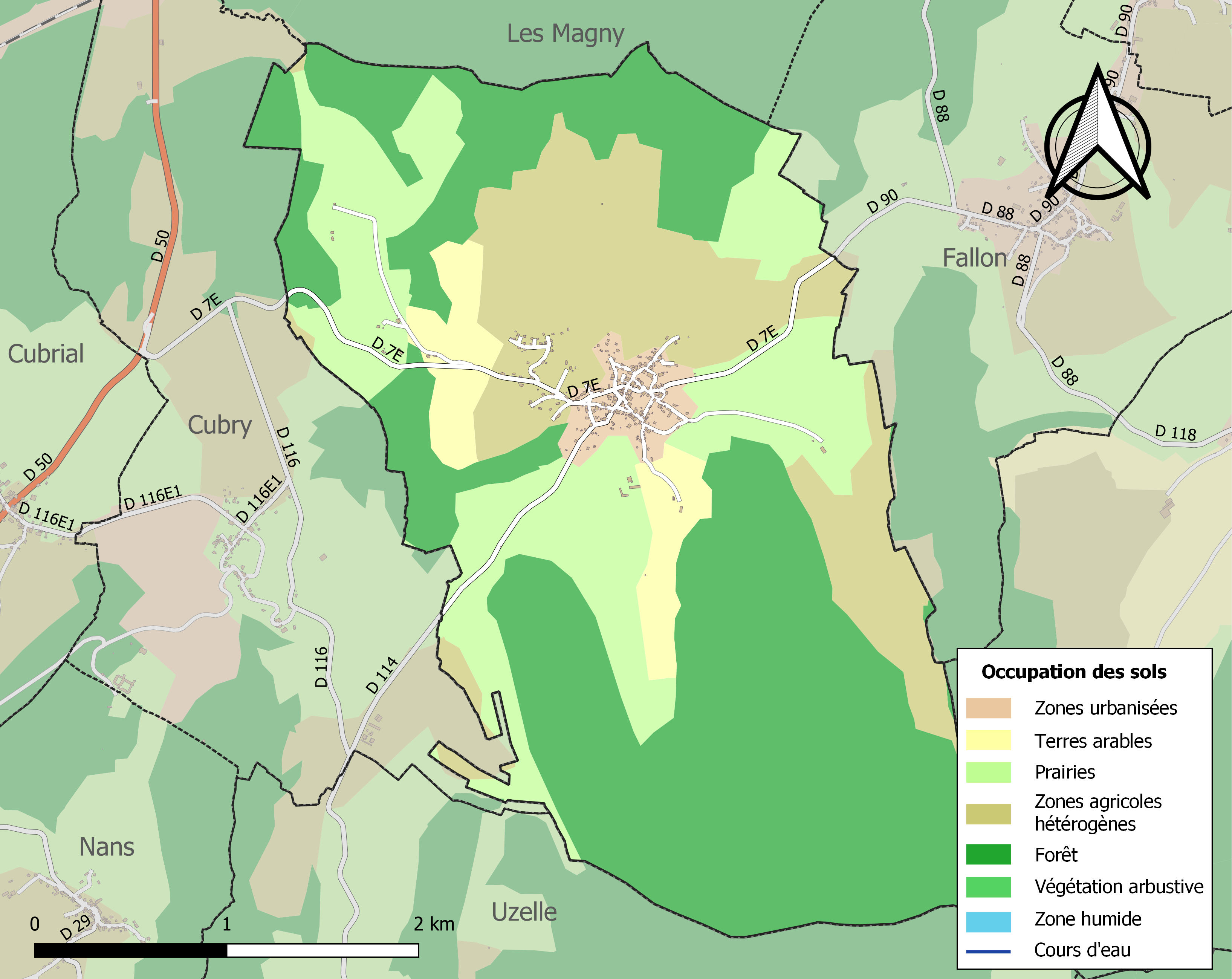
Kaart van de gemeente met de belangrijkste infrastructuur, bodemgebruik en omliggende gemeenten

De oppervlakte van Abbenans bedraagt 11,0 km², de bevolkingsdichtheid is 31,5 inwoners per km².

## Demografie
Onderstaande figuur toont het verloop van het inwonertal (bron: INSEE-tellingen).